# Gobierno Militar de Barcelona
El Gobierno Militar de Barcelona es un edificio de uso militar del Ejército de Tierra de España, dependiente del Ministerio de Defensa, situado en la ciudad de Barcelona. En la actualidad alberga la Jefatura de la Tercera Subinspección General del Ejército (Pirenaica), así como el Centro de Historia y Cultura Militar Pirenaico.
Se encuentra en un edificio neoclásico de principios del siglo XX, situado en la plaza del Portal de la Paz (distrito de Ciutat Vella), en la confluencia de la Rambla y el paseo de Colón, frente al famoso monumento a Colón.

## Historia

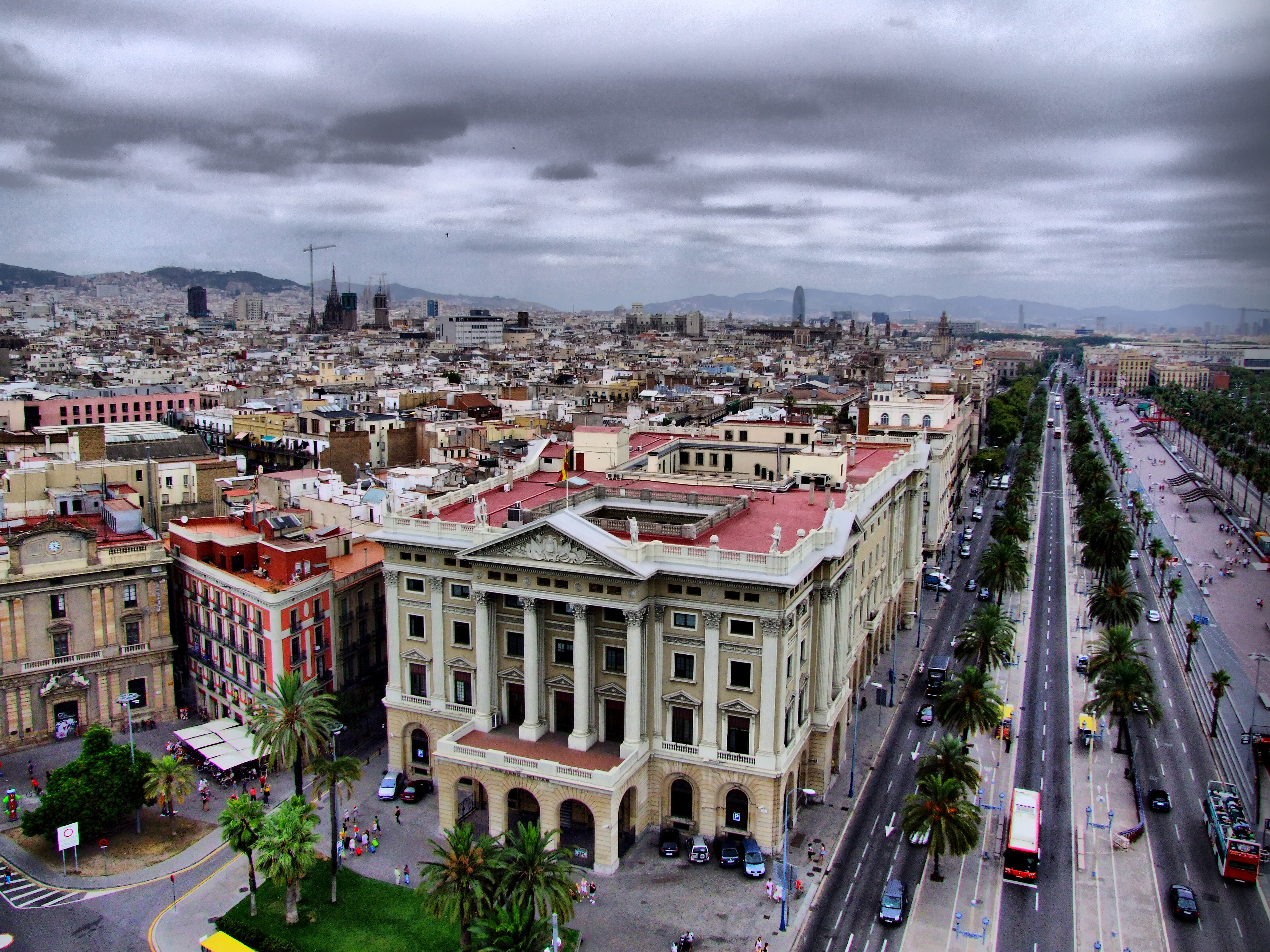
El Gobierno Militar junto al paseo de Colón

El Gobierno Militar se instituyó a principios del siglo XIX, tras la implantación por las nuevas autoridades liberales de la figura del gobernador civil. Se creó uno en cada capital de provincia, que comandaba todas las tropas del territorio. Sin embargo, en las ciudades donde además había una Capitanía General —como era el caso de Barcelona—, el gobernador militar era una figura un tanto secundaria, encargada sobre todo de trámites administrativos. Normalmente, el gobernador militar era un general de división, con mando directo tan solo sobre las comandancias de artillería e ingenieros, de la comisaría de guerra, el hospital militar, las prisiones militares, la parroquia castrense, la comisión de reclutamiento y el castillo de Montjuic, además de las guarniciones de la provincia de Barcelona. También cumplía la función de subinspector del IV Cuerpo de Ejército.
Aunque el gobernador militar era una figura subordinada al capitán general, en 1919 el general Severiano Martínez Anido asumió unos poderes especiales (comandancia general de somatenes) para luchar contra la violencia social de aquellos años, en que abundaban los asesinatos perpetrados tanto por elementos anarquistas como de pistoleros a sueldo de la patronal. Durante la II República el cargo fue denominado «comandante militar», pero durante la dictadura franquista se volvió a la designación de gobernador militar. En el siglo XXI los gobiernos militares perdieron esta denominación y pasaron a llamarse «delegaciones de Defensa», si bien la de Barcelona fue reubicada en el edificio de la Comandancia Naval, justo enfrente del Gobierno Militar.

## Actualidad
Actualmente, el edificio del Gobierno Militar es sede de la Jefatura de la Tercera Subinspección General del Ejército (Pirenaica) y se encarga de la administración del personal militar en activo y de las necesidades de la guarnición.
El área de responsabilidad de la Tercera  Subinspección se corresponde con las comunidades autónomas de Cataluña, Aragón, Islas Baleares, Navarra, La Rioja y Comunidad Valenciana.
Cuenta con las siguientes unidades:
Asimismo, acoge el Centro de Historia y Cultura Militar Pirenaico, una división del Instituto de Historia y Cultura Militar, entidad encargada de la preservación, conservación, investigación y difusión del patrimonio histórico, cultural, documental y bibliográfico de la rama terrestre de las Fuerzas Armadas. El Centro Pirenaico comprende las comunidades de Cataluña, Aragón, La Rioja y Navarra.
Incluye las siguientes instituciones:
- Centro de Historia y Cultura Militar Pirenaico
  - Museo Histórico Militar de Figueras
  - Archivo Intermedio Militar Pirenaico (Cuartel del Bruch)
  - Biblioteca Histórico Militar de Barcelona (Cuartel del Bruch)

## El palacio

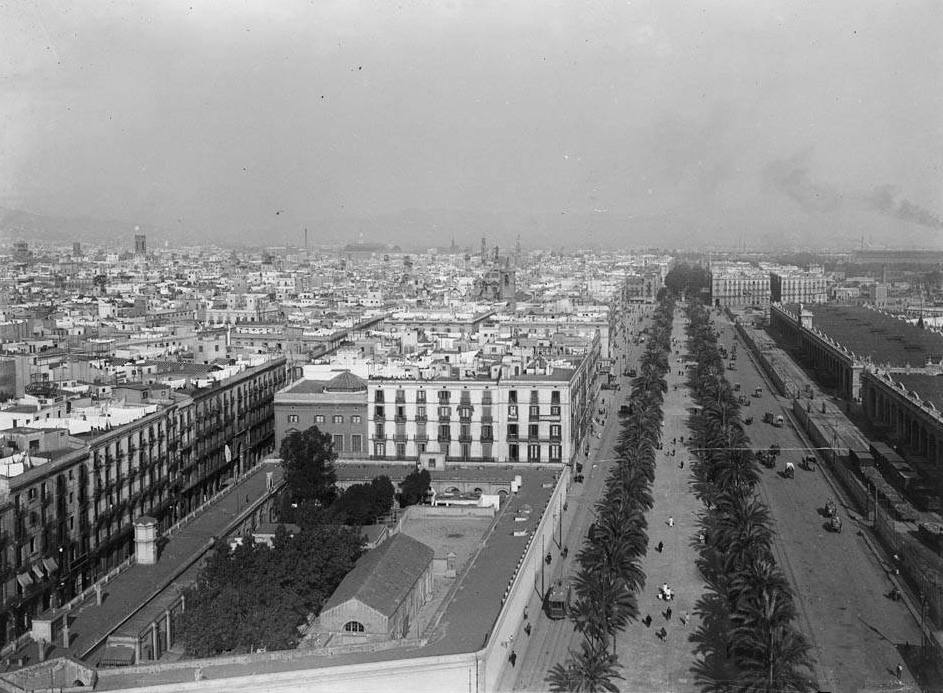
Antiguo Parque de Ingenieros, situado en el emplazamiento del actual Gobierno Militar (parte inferior izquierda de la foto)

El palacio se construyó en el solar del antiguo convento de San Francisco, demolido en 1837. El terreno pasó a ser propiedad de Luis Joaquín Fernández de Córdoba y Benavides, XIV duque de Medinaceli, quien destinó una parte a la construcción de viviendas, otra a espacio público (la plaza del Duque de Medinaceli) y otra la legó a la administración militar. Se construyó inicialmente un edificio modesto de planta baja y patio abierto interior conocido como Parque de Ingenieros (1855), que fue derribado en 1927 y sustituido por el actual Gobierno Militar.
El proyecto arquitectónico fue del ingeniero militar José Sans Forcadas, que contó con la ayuda del ingeniero director Pompeyo Martí y la supervisión del arquitecto municipal Adolfo Florensa. De estilo neoclásico, recuerda el teatro de La Scala de Milán y el edificio del Ministerio de Agricultura de Madrid, aunque su inspiración directa provino del palacio de la Lonja de Barcelona, también neoclásico y situado al otro extremo del paseo de Colón. Su construcción se prolongó hasta 1932. Inicialmente acogió las dependencias del gobernador militar, de los servicios jurídicos del Ejército (incluida una sala para consejos de guerra), el Patronato de Casas Militares y la Jefatura de Transportes.

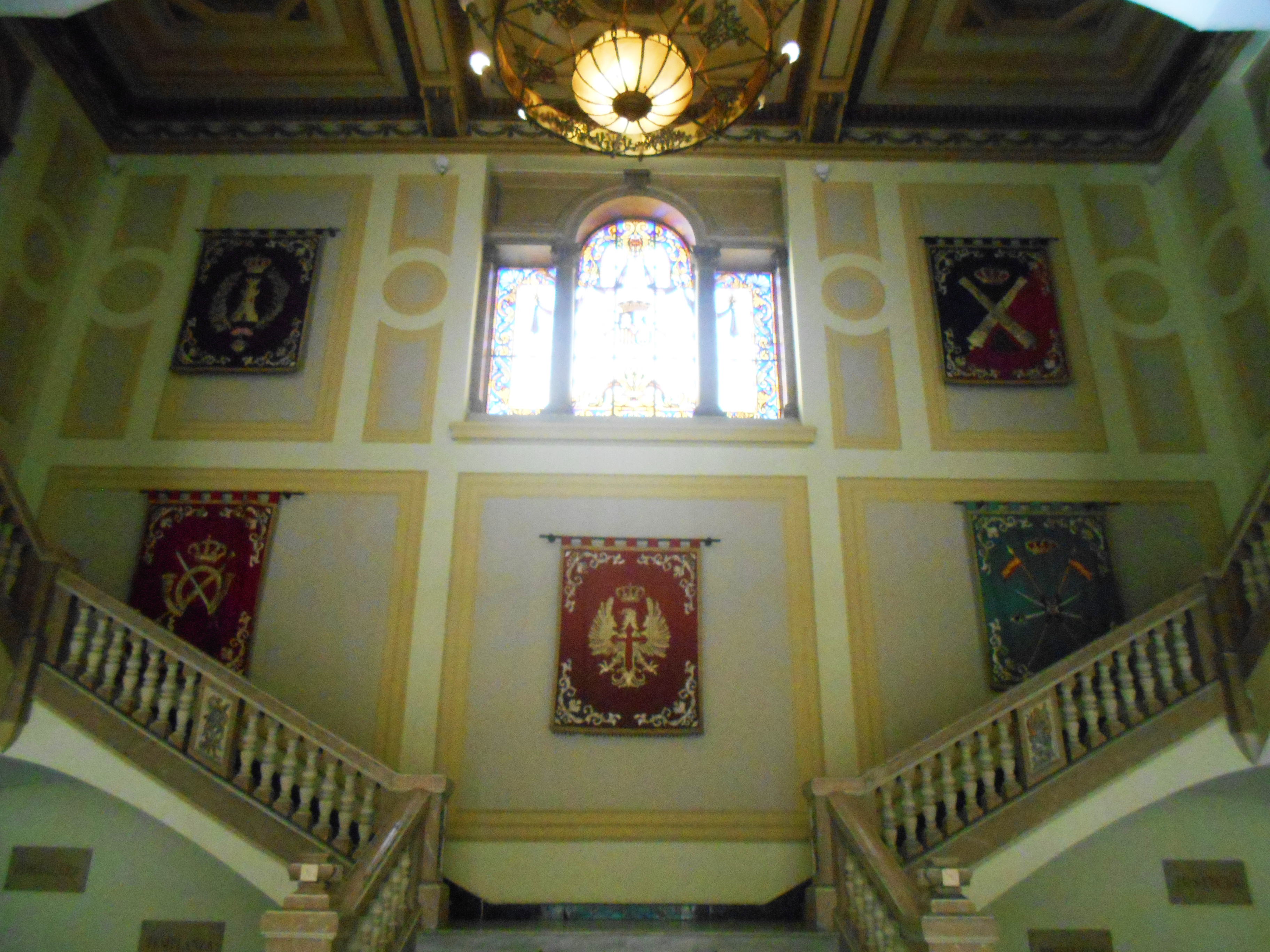
Escalera de honor

Su fachada principal da a la plaza del Portal de la Paz, que debe su nombre a una de las antiguas puertas de la muralla medieval de la ciudad, derribada en 1878. Es un edificio de planta rectangular, organizado alrededor de dos patios, con planta baja y cuatro plantas piso. La planta baja se caracteriza por la presencia de portales de arcos de medio punto (el de la fachada de la plaza del Portal de la Paz avanzado respecto al edificio), mientras que las tres intermedias están unidas por grandes pilastras de orden corintio; la planta superior tiene forma de friso, con una cornisa partida por frontones decorados con relieves escultóricos y una balaustrada perimetral. Su decoración clasicista es característica del monumentalismo propio de los edificios oficiales de la época.
En la cornisa superior del edificio, esparcidas a lo largo de la balaustrada, se halla un conjunto de ocho esculturas de hormigón, obra de Felipe Coscolla, de 2,5 m de altura. Hay cuatro en la fachada del paseo de Colón, tres en la de la plaza del Portal de la Paz y una en el ángulo. Se trata de cuatro figuras masculinas y cuatro femeninas y, excepto una de las femeninas, están todas desnudas. De hecho, son las únicas esculturas masculinas íntegramente desnudas y que muestran los genitales en todo el conjunto de arte público de Barcelona. Coscolla, un escultor aragonés, estaba especializado en imaginería religiosa y escultura funeraria; estas esculturas fueron sus únicas obras públicas no religiosas. Las realizó en un estilo que combinaba varios de los movimientos artísticos de moda en la época: el art déco, el novecentismo, el realismo socialista y el Novecento italiano. Son figuras alegóricas, que simbolizan una cualidad o virtud generalmente relacionadas con el ejército. Las estatuas son las siguientes:
- La vida: es una alegoría de la fertilidad o la agricultura, representada por una mujer desnuda de aspecto musculoso, con los brazos extendidos. En la espalda tiene un disco solar del que parten una serie de rayos, algunos de los cuales llegan hasta sus pies.[8]

- La libertad: es de nuevo una mujer desnuda, con la espalda cubierta por un manto; sujeta una paloma con las alas abiertas en la mano izquierda, mientras que otra aletea sobre su muslo derecho.[8]

- Dédalo: es un hombre desnudo con un casco de aviador, que sostiene un avión de juguete sobre su cabeza. Personifica al escultor Dédalo, padre de Ícaro, para el que hizo unas alas para escapar del laberinto del Minotauro; en esta versión más moderna, se sustituyen las alas por el avión.[8]

- La Marina: es de nuevo un hombre desnudo, con gorra de marinero, y con los brazos extendidos haciendo señales con banderas como las que se practican en la Marina (las banderas originales se han perdido).[8]

- La fuerza: también conocido como «el Artillero», es un hombre desnudo con boina de soldado, que sostiene una bomba aérea en los brazos. Es la que se encuentra en la esquina entre la plaza del Portal de la Paz y el paseo de Colón.[8]

- La paz: es una figura femenina cubierta con una túnica y tocada con una diadema o corona, con un escudo apoyado en el muslo izquierdo con un águila grabada; en la mano izquierda sostenía una espada que ha desaparecido. Pese a su aspecto guerrero representa la Paz, quizá por la máxima latina si vis pacem, para bellum, pero más que nada por concordancia con la función del edificio.[8]

- El héroe: es un hombre desnudo apoyado sobre una espada y cubierto en su espalda con guirnaldas de vencedor. A veces se ha identificado como un pescador, apoyado sobre un ancla y con una red de pescar a su espalda, lo cual no concordaría con la temática del conjunto; en todo caso, es una figura similar a otra de Coscolla titulada también El héroe que presentó en el pabellón español de la Exposición Internacional de París de 1937, aunque esa iba vestida de uniforme.[8]

- El altar de la patria: es una mujer desnuda con un bloque de piedra a la espalda, que simboliza los altares sacrificiales romanos, del que sale una llama inscrita en un círculo. Representa pues el «altar de la patria» en el que se inmolan los que mueren para defenderla.[8]

Durante la Guerra Civil el edificio se vio afectado por los bombardeos del bando nacional, por lo que en 1939 se efectuaron diversas obras de restauración. Se añadió entonces un nuevo escudo en el frontal de la fachada principal.

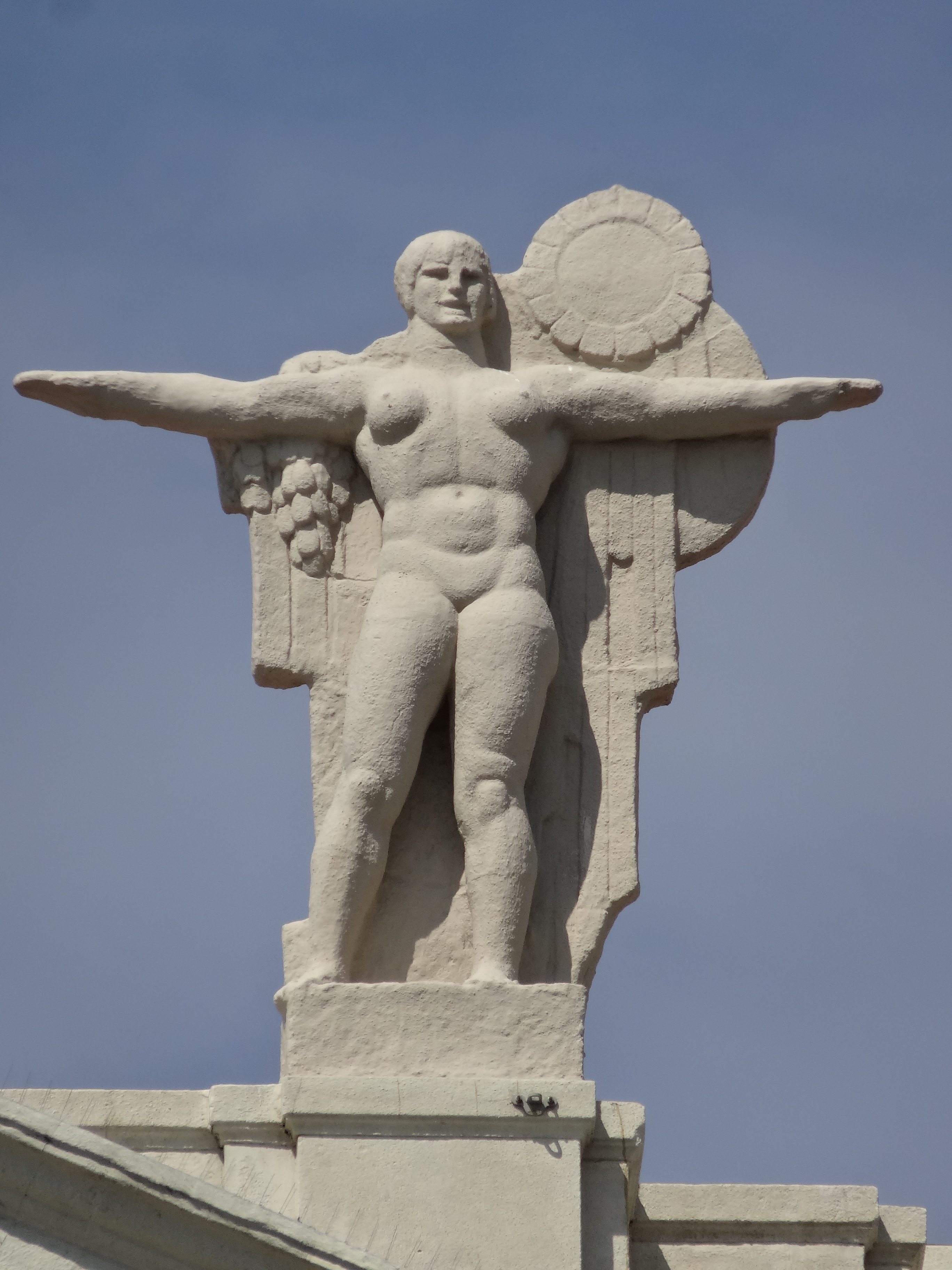
La vida
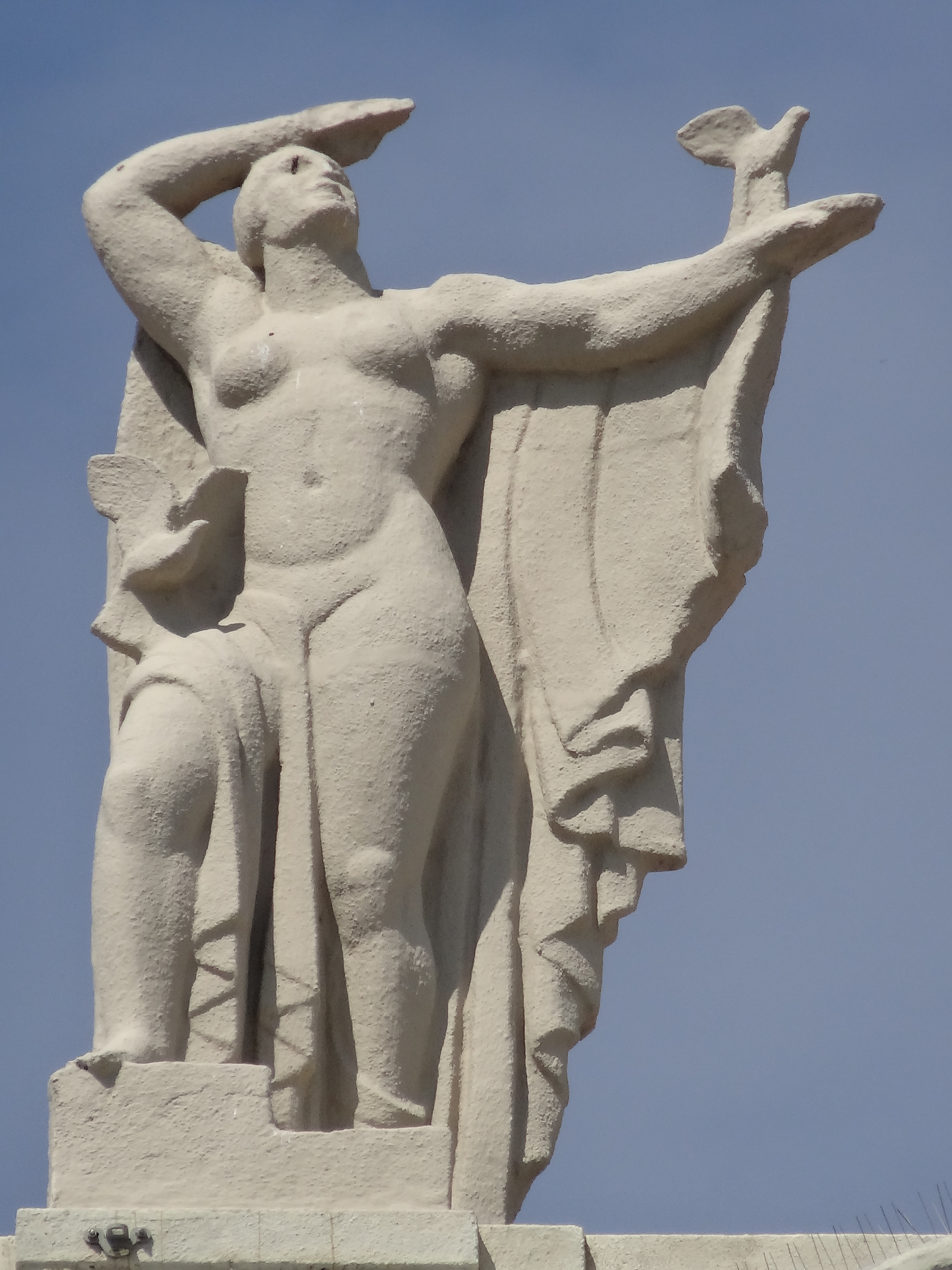
La libertad
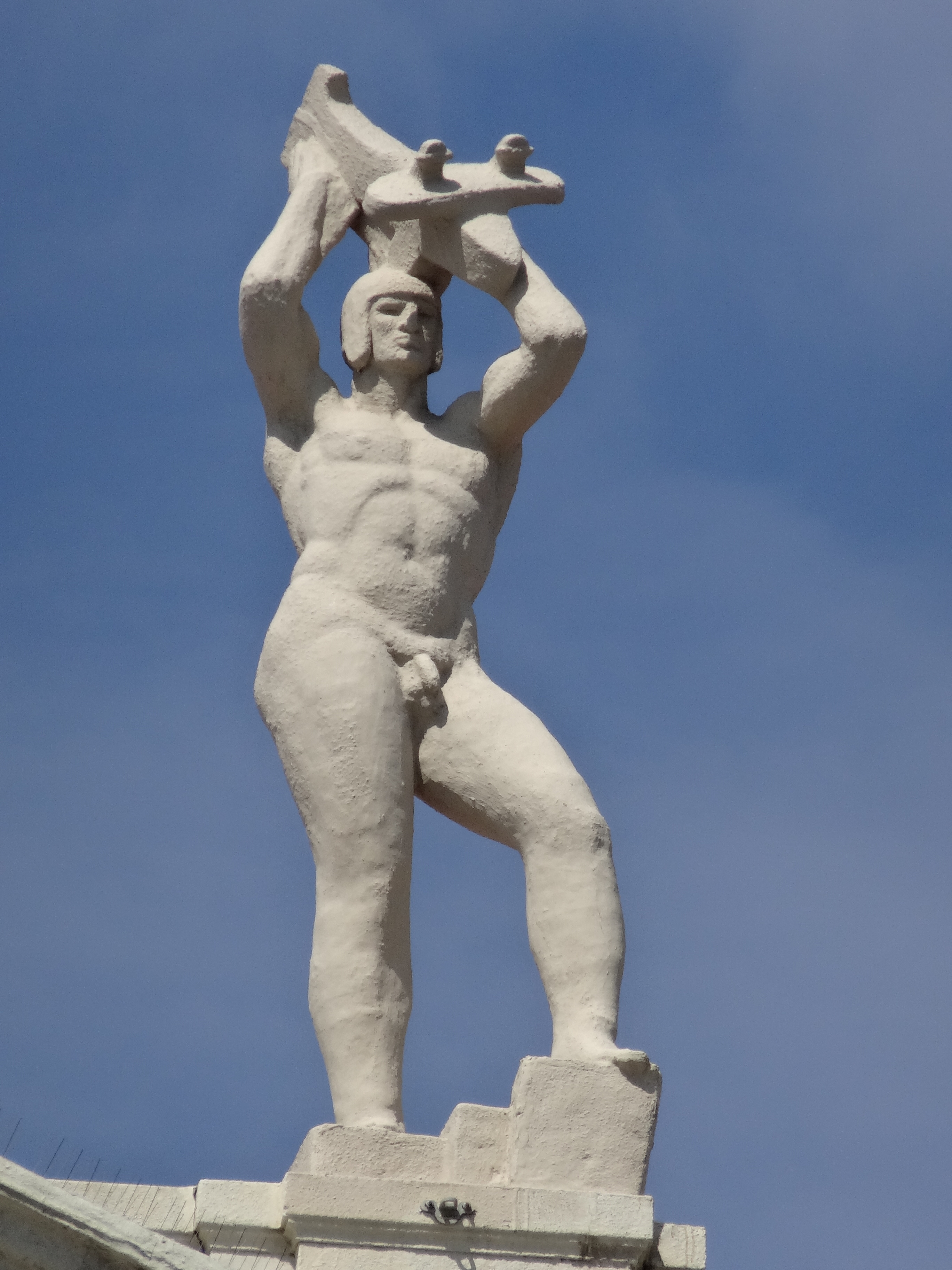
Dédalo
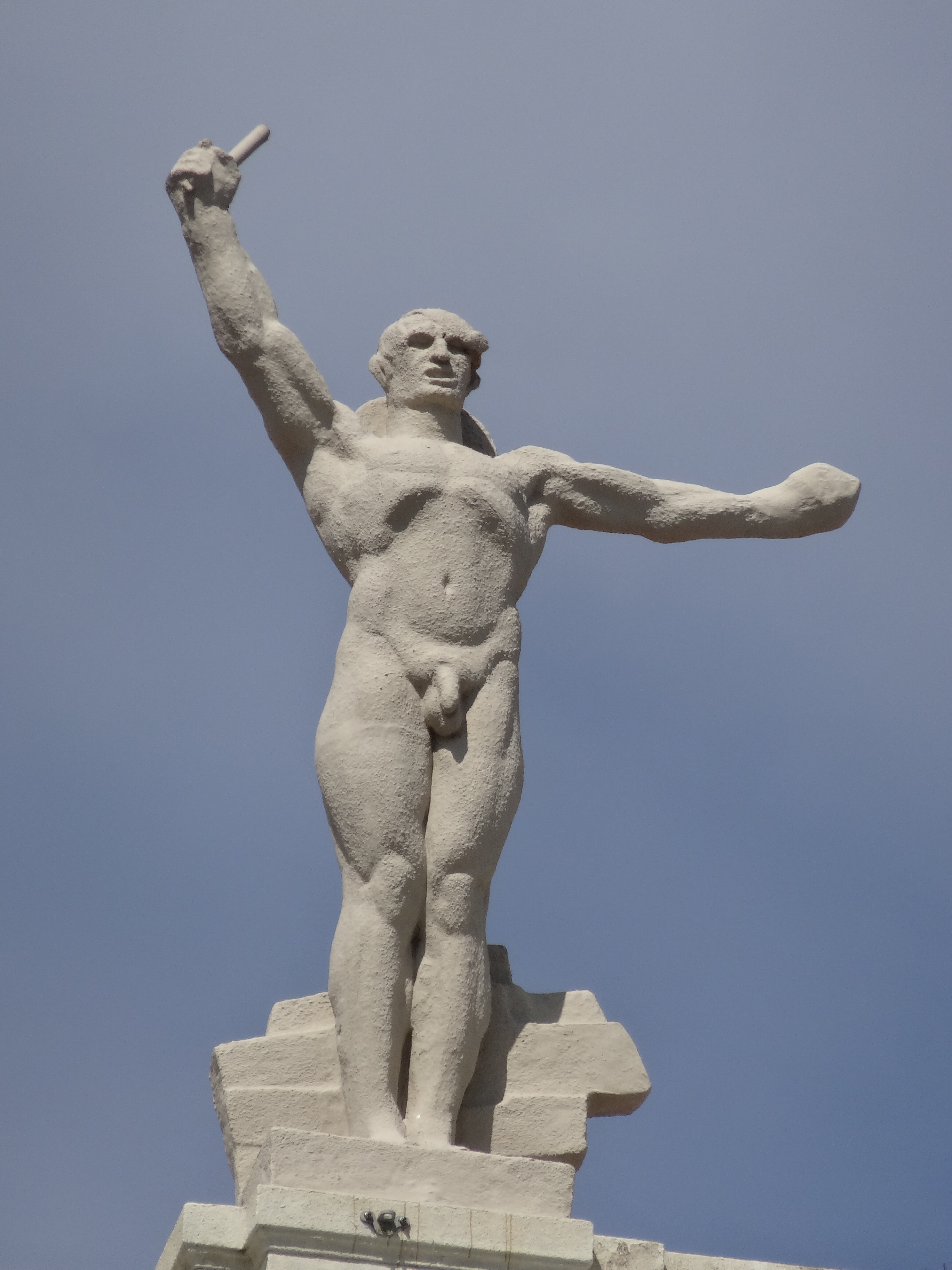
La Marina
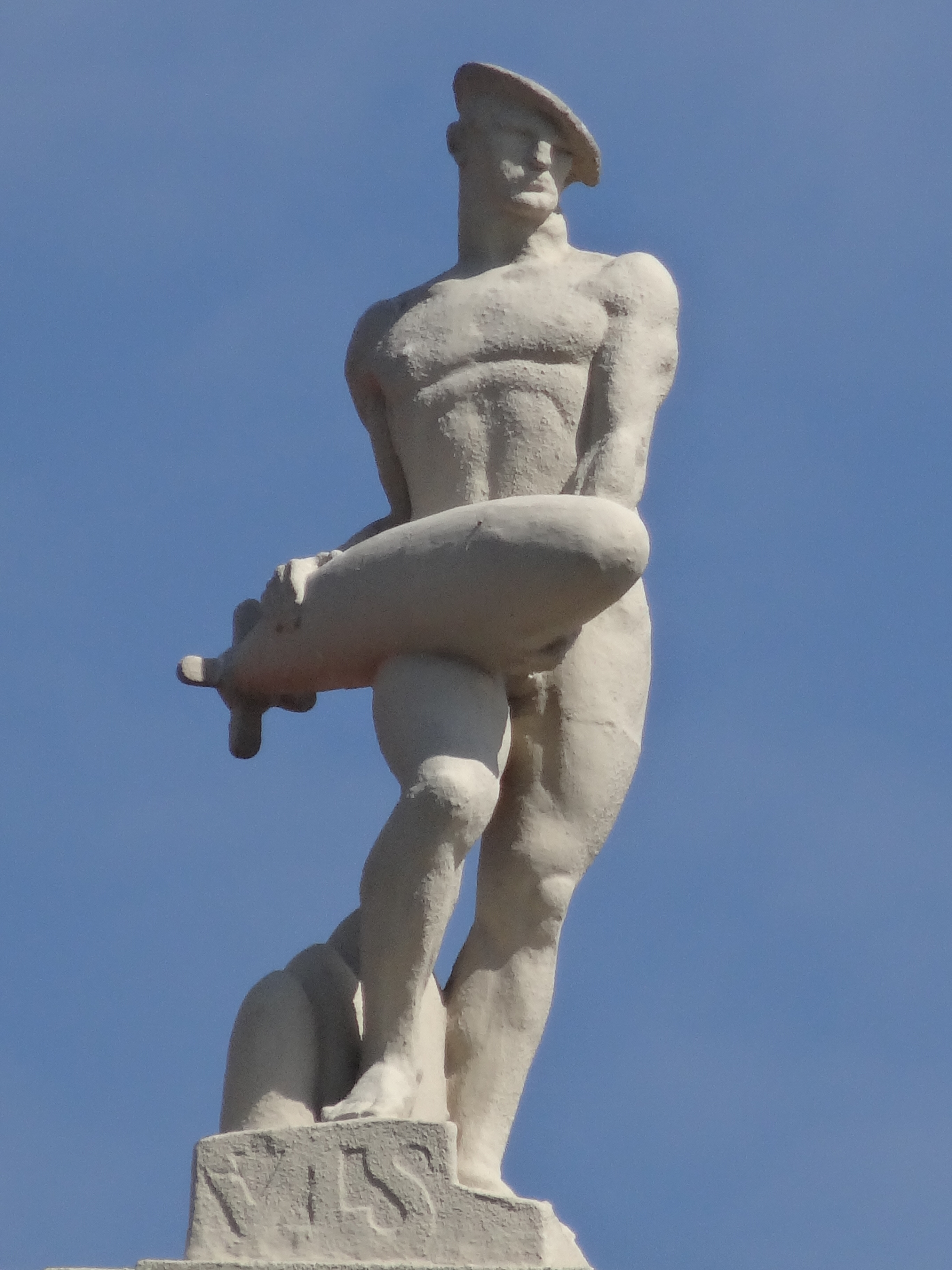
La fuerza
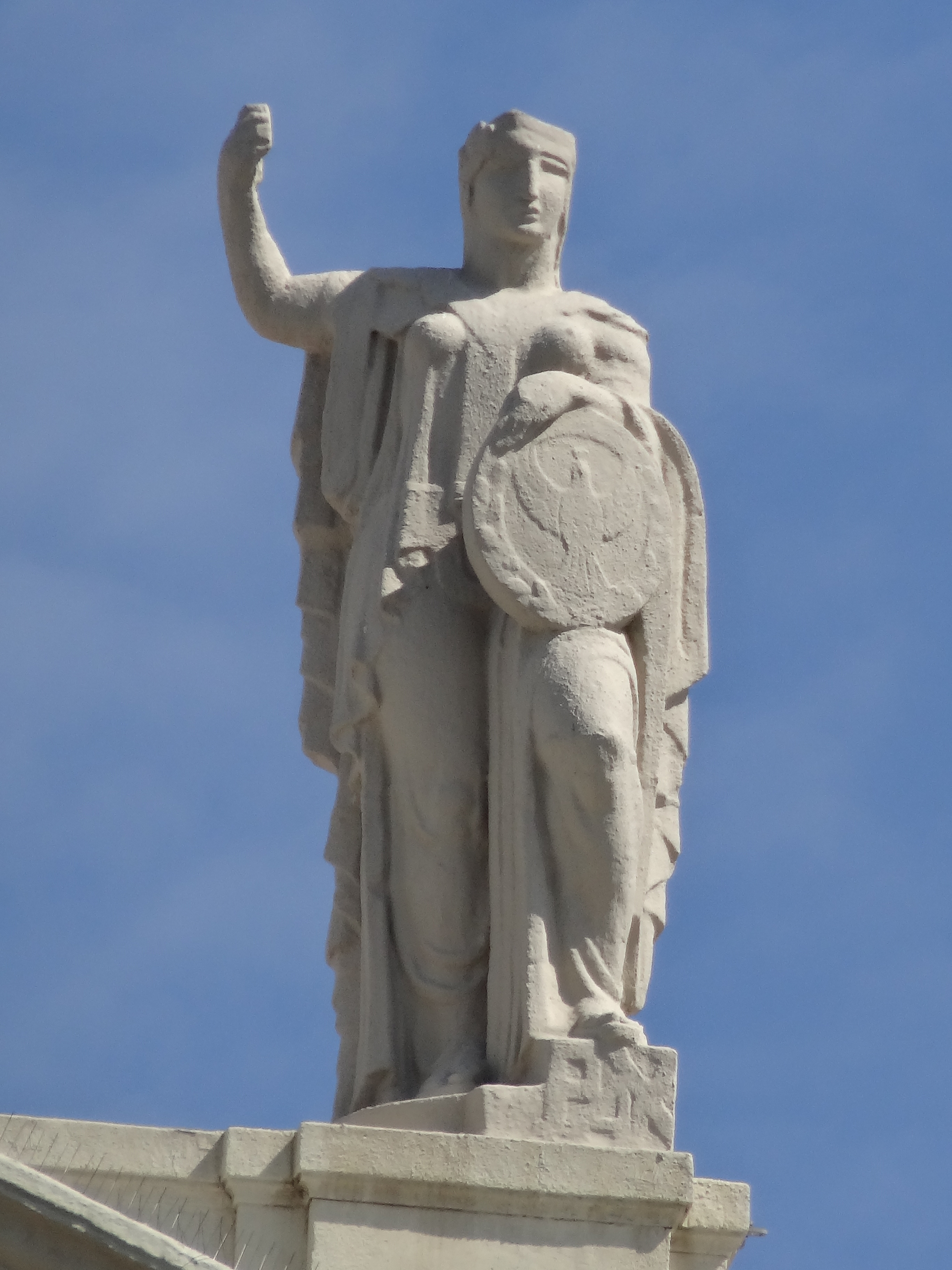
La paz
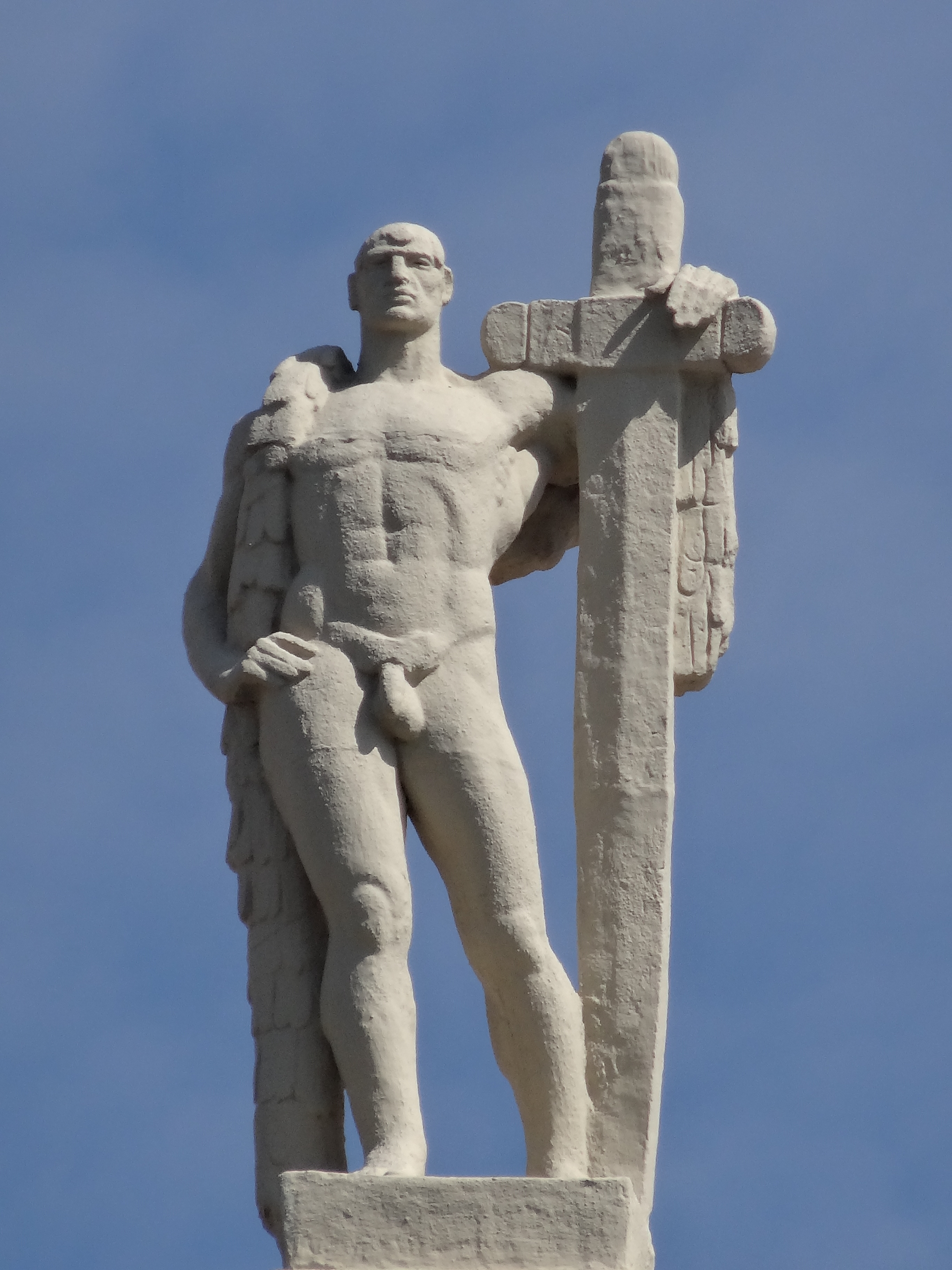
El héroe
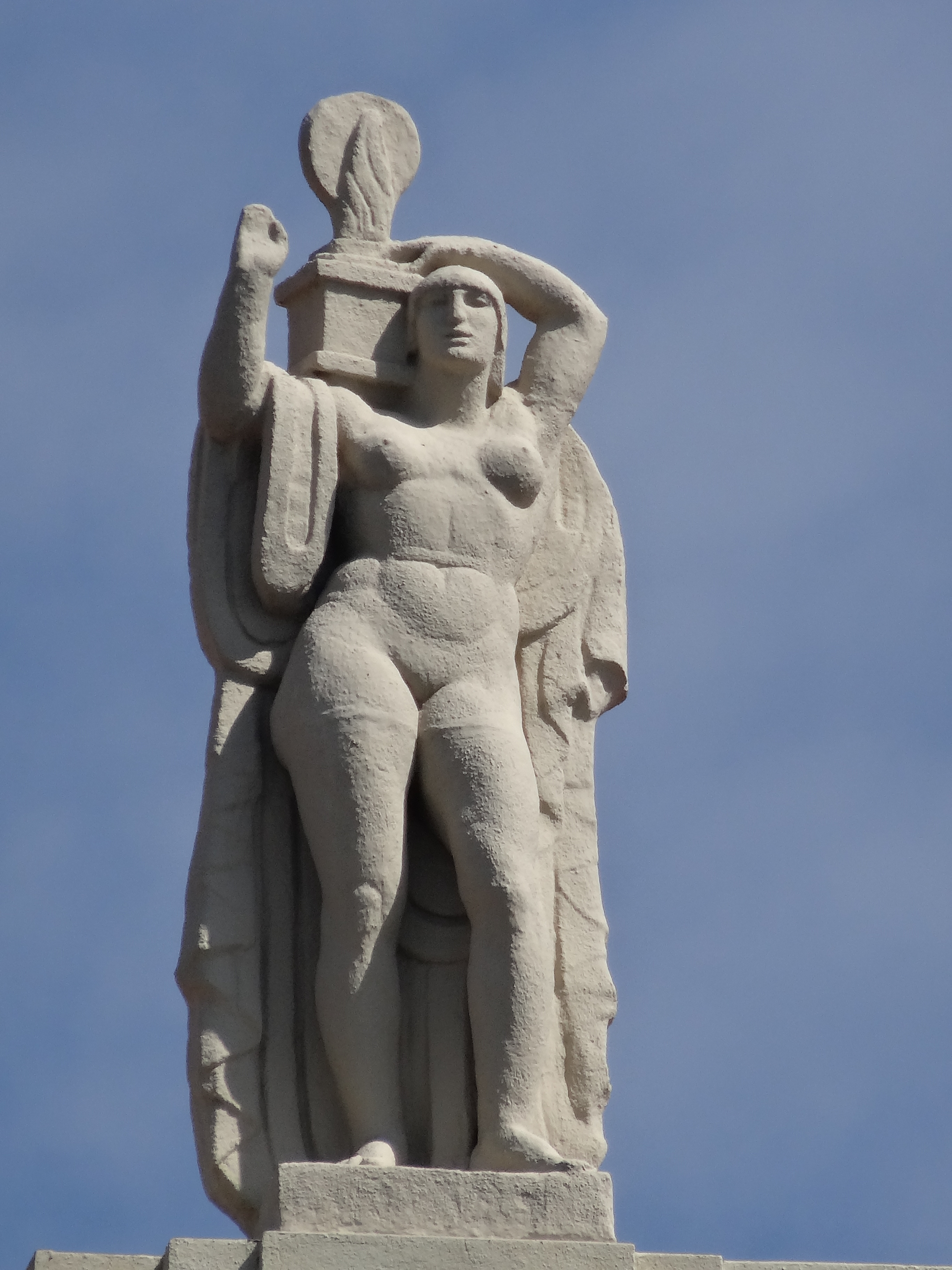
El altar de la patria